# アンリ・ダルモン
アンリ・レーヌ・ダルモン(Henri Rene Darmon、1965年10月22日 - )は、フランス系カナダ人の数学者である。数論を専門とし、ヒルベルトの第12問題とバーチ・スウィンナートン＝ダイアー予想の関係を研究している。現在はマギル大学の数学の教授を務めている。

## 来歴
1987年にマギル大学で学士号、1991年にハーバード大学のベネディクト・グロスの下で数学のPh.D.を取得した。1991年から1996年まで、プリンストン大学に勤めていた。1994年からマギル大学の教授となった。
2003年にカナダ王立協会会員に選ばれ、2008年、カナダ王立協会のジョン・L・シング賞を受賞した。2017年には「楕円曲線とモジュラー形式に対する貢献」によりアメリカ数学会のコール賞数論部門を受賞した。また同年には、数理科学分野での顕著な業績に対してCRM・フィールズ・PIMS賞も受賞した。